# Jakob Vogel (Historiker, 1963)
Jakob Vogel (* 10. Juni 1963 in Hamburg) ist ein deutscher Historiker, Professor an der Hochschule Sciences Po Paris und seit 2018 Direktor des deutsch-französischen Forschungszentrums für Geistes- und Sozialwissenschaften Centre Marc Bloch in Berlin.

## Leben und Wirken
Jacob Vogel studierte Geschichte, Philosophie und Öffentliches Recht in Bonn, Paris und Berlin. Nach einem Studienabschluss an der Universität Paris VII wurde er 1995 an der Freien Universität Berlin mit einer Arbeit über den nationalen Militärkult in Deutschland und Frankreich zwischen 1871 und 1914 promoviert. Seit 2000 war er wissenschaftlicher Assistent am Frankreichzentrum der Technischen Universität Berlin, wo er sich 2005 habilitierte. Das aus der Habilitationsschrift entstandene Buch Ein schillerndes Kristall. Eine Wissensgeschichte des Salzes zwischen Früher Neuzeit und Moderne wurde 2009 mit dem Buchpreis der Internetliste „H-Soz-Kult“ ausgezeichnet.
Vogel war ab 2006 stellvertretender Direktor des Centre Marc Bloch und wurde 2008 zum Professor für die Geschichte Europas und des europäischen Kolonialismus des 18. bis 20. Jahrhunderts an die Universität zu Köln berufen. Von dort aus wechselte er 2011 zu Sciences Po nach Paris. Im Rahmen seiner dortigen Tätigkeit unterrichtete er unter anderem im deutsch-französischen Studienprogramm von Sciences Po Nancy sowie im euro-afrikanischen Studienprogramm in Reims.
Vogel ist Mitherausgeber der Internetplattform Themenportal Europäische Geschichte sowie der Buchreihe Peripherien. Beiträge zur europäischen und globalen Geschichte im Böhlau Verlag.

## Forschungsschwerpunkte
In seinen Forschungsarbeiten und Publikationen hat sich Vogel in vielfältiger Weise mit Themen und Fragen der europäischen Geschichte der Neuzeit und dem europäischen Kolonialismus beschäftigt. Als Spezialist der Geschichte des 19. Jahrhunderts hat er dabei die Rolle der Nation und des Nationalen wie auch der transnationalen Beziehungen und Verflechtungen Europas und der außereuropäischen Welt thematisiert. Wesentlich mitbegründet und geprägt hat Vogel das Feld der „Wissensgeschichte“, die sich allgemeiner mit der sich wandelnden Stellung des Wissens in den modernen Gesellschaften beschäftigt. Ein Hauptaugenmerk galt dabei der Zirkulation des Wissens und von akademisch gebildeten Experten im europäischen und kolonialen Rahmen, etwa in Afrika oder in Lateinamerika.

## Mitgliedschaften (Auswahl)
- Mitglied des Wissenschaftlichen Beirats der Deutsch-französischen Hochschule DFH-UFA
- Mitglied des Wissenschaftlichen Beirats des Frankfurter Institut Franco-Allemand de Sciences Historiques et Sociales (IFRA)
- Mitglied des Internationales Netzwerk GRAINES zur Doktorandenausbildung in den Europäischen Studien

## Veröffentlichungen (Auswahl)
- Nationen im Gleichschritt. Der Kult der „Nation in Waffen“ in Deutschland und Frankreich (1871–1914), Vandenhoeck & Ruprecht, Göttingen 1997.
- Von der Wissenschafts- zur Wissensgeschichte. Für eine Historisierung der „Wissensgesellschaft“, in: Geschichte und Gesellschaft 30, 2004, S. 639–660.
- Senghor et l’ouverture culturelle de la RFA en 68. Pour une histoire transnationale Allemagne-France-Afrique, in: Vingtième Siècle 94, 2007, S. 135–148.
- Ein schillerndes Kristall. Das Salz im Wissenswandel zwischen Frühneuzeit und Moderne, Böhlau Verlag, Köln 2008, ISBN 978-3-412-15006-8.
- Locality and circulation in the Habsburg Empire. Disputing the Carlsbad medical salt, 1763–1784, in: British Journal History of Sciences 43/4, 2010, S. 589–606.
- mit Lothar Schilling (Hrsg.): Transnational Cultures of Expertise. Circulating State-Related Knowledge in the 18th and 19th centuries. De Gruyter Oldenbourg, Berlin 2019, ISBN 978-3-11-055180-8.
- Europe and the World in History. Vol. 3, in: Etienne François, Thomas Serrier (Hrsg.): The European Way since Homer. History, Memory, Identity, Bloomsbury Publishing, London 2021, ISBN 978-1-350-05866-8.